# خومه‌زار
خومه‌زار (به لری جنوبی:خۊمٱزار)،شهری در شهرستان ممسنی است که در تاریخ ۱ آبان ۱۳۸۹ از توابع بخش مرکزی شهرستان ممسنی در استان فارس از روستا به شهر ارتقاء یافت.
خومه‌زار دومین شهر پرجمعیت شهرستان ممسنی پس از نورآباد مرکز این شهرستان‌است.
خومه زار در لغتنامه دهخدا: خومه زار. [م ِ] (اِخ) دهی است از دهستان بکش بخش مرکزی و ممسنی فارس. واقع در جنوب خاوری فهلیان کنار راه شوسهٔ کازرون به فهلیان.

## جمعیت
جمعیت خومه‌زار بر پایه سرشماری عمومی نفوس و مسکن (۱۳۹۵) ۶٬۲۲۰ نفر می‌باشد.

## مردم‌شناسی
تمامی مردم شهر خومه زار لر و از طایفه بکش،غوری و ممصالح می باشند.

## گردشگری
مهم‌ترین مکان گردشگری این شهر روستای هرایرز است.
این روستا در کیلومتری شهر خومه‌زار قرار گرفته‌است.

### فضای سبز
- پارک گل‌ها

واقع در بلوار امام خمینی
- پارک مادر و کودک

انتهای ۴۵ متری منشعب به میدان ورزش

## نگارخانه

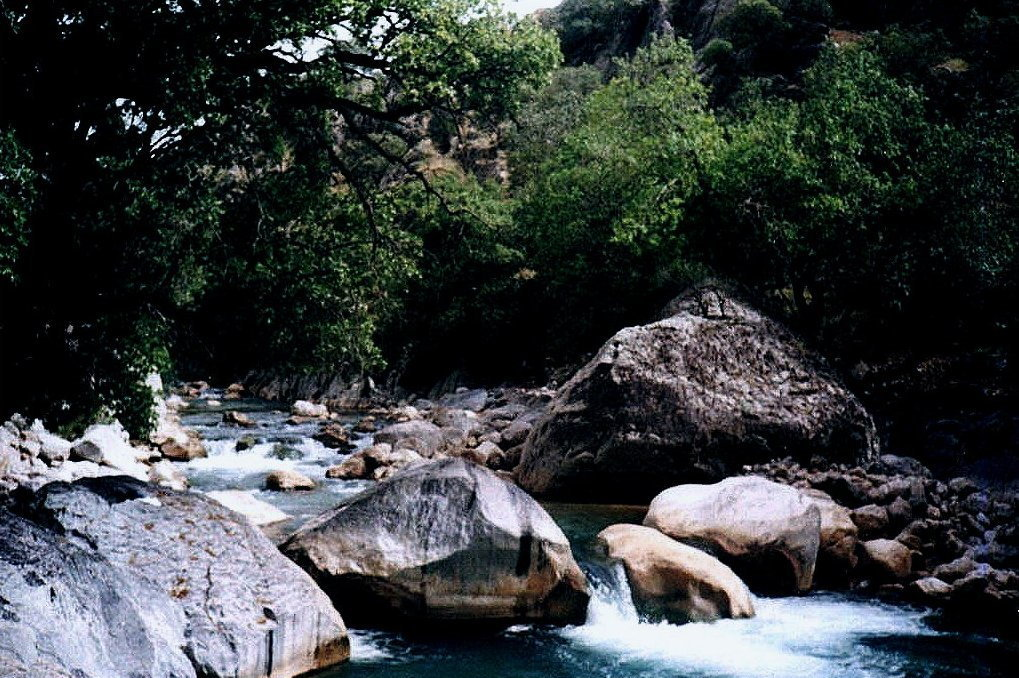
روستای هرایرز از مناطق گردشگری خومه‌زار
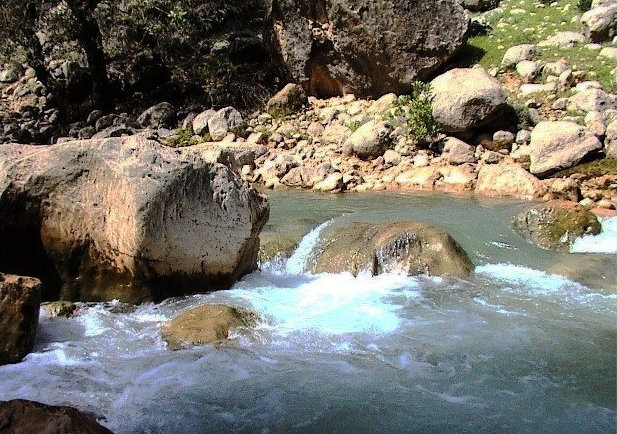
روستای هرایرز از روستاهای خومه‌زار